# 劉致妤
劉致妤（1978年10月10日—），台灣女演員，童星出道。出身於花蓮縣。
童星時期因《殭屍小子》系列電影和飾演《新十二生肖》的「貝瑪」而廣為人知。國小畢業和哥哥劉至翰赴日本留學。回臺灣就讀育達商職。曾赴日本發展，2010年回臺演藝事業。

## 演出作品

### 電影
| 年份   | 片名                          | 飾演   |
| ------ | ----------------------------- | ------ |
| 1986年 | 《殭屍小子》                  | 恬恬   |
| 1987年 | 《哈囉殭屍》                  | 恬恬   |
| 1987年 | 《新桃太郎》                  | 小仙女 |
| 1988年 | 《幽幻道士3》                 | 恬恬   |
| 1988年 | 《孩子王》                    | 恬恬   |
| 1989年 | 《老少五個半》                | 依依   |
| 1990年 | 《新十二生肖》                | 貝瑪   |
| 1992年 | 《靈幻少女》                  | 恬恬   |
| 2005年 | 《鬼來電2》                   | 王美鳳 |
| 2024年 | 《冰室蓮司：日本統一 台灣篇》 |        |

### 電視
| 年份   | 頻道       | 劇名               | 飾演     |
| ------ | ---------- | ------------------ | -------- |
| 1988年 | TBS        | 《來來殭屍1》      | 恬恬     |
| 1988年 | TBS        | 《來來殭屍2》      | 恬恬     |
| 1988年 | TBS        | 《來來殭屍3》      | 恬恬     |
| 2000年 | 中視       | 《仙鲤奇縁》       | 珍珠     |
| 2003年 | 華視       | 《絕世雙驕》       | 東維     |
| 2014年 | 大愛       | 《他是我兄弟》     | 陳姿利   |
| 2018年 | 大愛       | 《智子之心》       | 千藤由美 |
| 2018年 | 亞洲旅遊台 | 《果然愛情很麻煩》 | 美蘭     |
| 2018年 | 三立台灣台 | 《炮仔聲》         | 李玉蓉   |

## 外部連結
- 劉致妤Shadow Liu的Facebook專頁
- 劉致妤在互联网电影资料库（IMDb）上的資料（英文）
- 劉致妤在香港影庫上的簡介